# Tiếng Xơ Đăng
Tiếng Xơ Đăng hay tiếng Xê Đăng (Sedang) là ngôn ngữ của người Xơ Đăng, là một ngôn ngữ Nam Á chủ yếu được nói tại tỉnh Kon Tum ở khu vực Tây Nguyên Việt Nam và phía đông nước Lào. Đây là ngôn ngữ có số lượng người nói lớn nhất trong tất cả các ngôn ngữ Ba Na Bắc, một nhóm ngôn ngữ được biết đến nhờ sự đa dạng về âm tính nguyên âm.

## Ngữ âm

### Phụ âm
|          |               | Môi | Chân răng | Vòm | Ngạc mềm | Thanh hầu |
| -------- | ------------- | --- | --------- | --- | -------- | --------- |
| Mũi      | Mũi           | m   | n         | ɲ   | ŋ        |           |
| Tắc      | mũi hóa trước | mb  | nd        | ndʑ | ŋɡ       |           |
| Tắc      | không bật hơi | p   | t         | tɕ  | k        | ʔ         |
| Tắc      | bật hơi       | pʰ  | tʰ        | tɕʰ | kʰ       |           |
| Xát      | vô thanh      | f   | s         |     | x        | h         |
| Xát      | hữu thanh     | v   | z         |     | ɣ        |           |
| Tiếp cận | Tiếp cận      | w   | l         | j   |          |           |

### Nguyên âm đơn
|          | Trước | Giữa | Sau |
| -------- | ----- | ---- | --- |
| Đóng     | i     |      | u   |
| Nửa đóng | e     |      | o   |
| Nửa mở   | ɛ     |      | ɔ   |
| Mở       |       | a    |     |

### Nguyên âm đôi[2]
|                        | Âm lướt cột trước | Âm lướt cột giữa | Âm lướt cột sau |
| ---------------------- | ----------------- | ---------------- | --------------- |
| nguyên âm hạt nhân /i/ | iɛ̯, ḭɛ̯            | iə̯, ḭə̯, ĩə̯̃, ḭ̃ə̯̃   | io̯, ĩõ̯          |
| nguyên âm hạt nhân /u/ |                   | uə̯, ṵə̯, ũə̯̃, ṵ̃ə̯̃   | uo̯, ṵo̯          |
| nguyên âm hạt nhân /e/ |                   | eə̯, ḛə̯, ẽə̯̃, ḛ̃ə̯̃   | eo̯, ḛo̯, ḛ̃o̯      |
| nguyên âm hạt nhân /o/ | oɛ̯, o̰ɛ̯            | oə̯, o̰ə̯, õə̯̃       |                 |

Tiếng Xơ Đăng có 24 âm vị nguyên âm: 7 nguyên âm cơ sở, tất cả đều có thể bình thường ([a]), mũi hóa ([ã]), hay thanh quản hóa ([a̰]) và ba âm /i a o/ có thể vừa mũi hóa vừa thanh quản hóa ([ã̰]). Tuy không có sự phân biệt về chiều dài nguyên âm như trong các ngôn ngữ Bahnar Bắc khác, tiếng Xơ Đăng có nhiều nguyên âm đôi. Kết quả, toàn hệ thống nguyên âm được cho là có từ 33 đến 55 âm (theo bảng trên thì ngôn ngữ này có 50 (26 + 24)). Tiếng Xơ Đăng do đó đôi khi được xem là có hệ thống nguyên âm lớn nhất thế giới. Tuy nhiều, vài ngôn ngữ Ba Na khác có nhiều nguyên âm cơ sở hơn (ví dụ, tiếng Ba Na có 9), cộng với sự phân biệt về chiều dài nguyên âm và nguyên âm đôi, nên hệ thống nguyên âm của chúng cần được xem xét kỹ để tìm ra số nguyên âm chính xác.